# Sãotomékanarie
De sãotomékanarie (Neospiza concolor) is een zangvogel uit de familie Fringillidae (vinkachtigen). Het is een ernstig bedreigde, endemische vogelsoort op het eiland Sao Tomé.

## Kenmerken
De vogel is 18 cm lang, een vrij plompe vogel met een stevige snavel. Het verenkleed is geheel roestbruin, zowel van onder als van boven. Alleen de kop, vleugels en staart zijn iets donkerder. De snavel is grijs tot vaag roodbruin.

## Verspreiding en leefgebied
Deze soort is endemisch op Sao Tomé en komt daar met name voor in de boomkruinen van het oorspronkelijke bos in het zuidwesten van het eiland in het laagland. Omdat het bos daar meestal is omgezet in plantages, wordt de vogel ook wel in bossen hogerop waargenomen.

## Status
Deze kanarie kent nog maar een zeer kleine populatie van minder dan vijftig exemplaren. Men vermoedt dat de soort door habitatverlies verder in aantallen afneemt. Er wordt meer infrastructuur aangelegd en de teelt van cacao en oliepalm wordt geïntensiveerd. De op Sao Tomé geïntroduceerde diersoorten zoals zwarte rat, monameerkat, Afrikaanse civetkat en wezel zijn mogelijk ook bedreigingen voor de kanarie. De menselijke jacht vormt geen bedreiging, maar mogelijk wel verstorende activiteiten zoals het winnen van palmwijn. Om deze redenen kwalificeert de International Union for Conservation of Nature and Natural Resources de soort als ernstig bedreigd (kritiek).